# Dicranomyia (Dicranomyia) zonata
Dicranomyia (Dicranomyia) zonata is een tweevleugelige uit de familie steltmuggen (Limoniidae). De soort komt voor in het Australaziatisch gebied.